# Louis Émile Javal
Louis Émile Javal, född 5 maj 1839 i Paris, död där 20 januari 1907, var en fransk oftalmolog. 
Javal utnämndes 1878 till direktör för oftalmologiska laboratoriet vid École des hautes études i Paris. Hans vetenskapliga verksamhet hänför sig huvudsakligen till den fysiologiska optiken, och hans hithörande arbeten är till största delen tryckta i "Annales d'oculistique". Dessutom utgav han bland annat Mémoires d'ophthalmologie (1890). Han är även känd genom den av honom och Hjalmar August Schiøtz konstruerade keratometern.